# Troughton Rocks
Die Troughton Rocks (englisch; bulgarisch скали Трутън skali Trutan) sind eine Gruppe von Klippenfelsen vor dem nordwestlichen Ausläufer von Snow Island im Archipel der Südlichen Shetlandinseln. Sie liegen 2,7 km westnordwestlich des Byewater Point.
Britische Wissenschaftler kartierten sie 1968. Die bulgarische Kommission für Antarktische Geographische Namen benannte sie im April 2021 nach dem britischen Instrumentenbauer Edward Troughton (1753–1835), der eine verbesserte Ausführung des Theodolits entwickelt hatte.